# FM TANABE
FM TANABE株式会社（エフエムたなべ）は、和歌山県田辺市、日高郡みなべ町、西牟婁郡白浜町、上富田町の各一部地域を放送区域として超短波放送（FM放送）をする特定地上基幹放送事業者である。
代表取締役　 洞周作 。

## 概要
2009年7月23日に予備免許が交付された全国246局目・近畿管内35局目・和歌山県4局目のコミュニティ放送局である。
2009年9月1日に本放送を開始。
田辺市は1000km²を超える近畿地方で最も広い市であるが、送信所は市街地高台にある西牟婁振興局屋上のみであり、山間の地域での受信は難しい。
平成22年8月より、龍神村・中辺路町・旧大塔村地域の全世帯をカバーするケーブルテレビ局の試験的な取組みとして、平日昼12時から14時までの2時間「aikisコミュニティチャンネル」で、ラジオ放送の様子がスタジオの映像と共に放送されている。日替わりでそれぞれの地域とテレビ電話を使い中継し、映像を活かした取組みも行っている。
2010年1月29日、SimulRadioに参加、インターネットでの聴取が可能となる。
放送時間は7:00 - 22:00（日曜は21:00まで）自社制作番組の生放送中心のプログラムとなっている。
2023年4月より、自社制作の一部をやおコミュニティ放送へ向けてネット開始。
主な受賞歴に2022年に放送した『講談風 大河ラジオドラマ 「弁慶記」』で第60回ギャラクシー賞ラジオ番組優秀賞、第49回放送文化基金賞ラジオ部門最優秀賞を受賞した。コミュニティ局制作で、放送文化基金賞ラジオ部門の最高賞を受賞したのは史上初である。この番組は武蔵坊弁慶の生涯を講談調で進行する60回連続のラジオドラマである。

## スタジオ
以下の各スタジオで制作されている。
本スタジオ…FM TANABE本社内のスタジオ。通称『本スタ』。現在は7時〜22時の全放送時間帯の番組を放送している。過去には、田辺市出身の俳優・小西博之や、コンサートで訪れた歌手の植村花菜も生放送中にゲスト出演した。
街中スタジオ（現在は閉鎖）…紀伊田辺駅前商店街のサテライトスタジオ。通称『まちスタ』。
前面がガラス張りになっており、商店街から放送の様子を覗うことができていた。閉鎖前は10時 - 22時の番組を放送していた。番組によってはリスナーやファンがスタジオ前で見学し賑わう市街地のランドマークに定着しつつあったが、2013年8月31日をもって閉鎖された。
B-1スタジオ…FM TANABE本社ビルの地下一階に存在するバーに用意されているスタジオ。
主に21時〜22時の番組を放送している。（所属していたシェフが東京青山のたまな食堂に移籍したため、現在は休業中）
また、夏期限定（7月 - 8月）で田辺市扇ヶ浜ビーチに開設する、海辺スタジオ『海スタ』というスタジオが存在する。

## 番組表

### 平日
| 時 | 月曜日                                                                          | 火曜日 | 水曜日                                                   | 木曜日                                                                 | 金曜日                                                         |
| 7  | グッドモーニングたなべ                                                          | グッドモーニングたなべ | グッドモーニングたなべ                                   | グッドモーニングたなべ                                                 | グッドモーニングたなべ                                         |
| 8  | グッドモーニングたなべ                                                          | グッドモーニングたなべ | グッドモーニングたなべ                                   | グッドモーニングたなべ                                                 | グッドモーニングたなべ                                         |
| 9  | グッドモーニングたなべ                                                          | グッドモーニングたなべ | グッドモーニングたなべ                                   | グッドモーニングたなべ                                                 | グッドモーニングたなべ                                         |
| 10 | お昼ですよ！                                                                    | お昼ですよ！ | お昼ですよ！                                             | お昼ですよ！                                                           | お昼ですよ！                                                   |
| 11 | お昼ですよ！                                                                    | お昼ですよ！ | お昼ですよ！                                             | お昼ですよ！                                                           | お昼ですよ！                                                   |
| 12 | お昼ですよ！                                                                    | お昼ですよ！ | お昼ですよ！                                             | お昼ですよ！                                                           | お昼ですよ！                                                   |
| 13 | リクエストしよう                                                                | リクエストしよう | リクエストしよう                                         | リクエストしよう                                                       | リクエストしよう                                               |
| 14 | リクエストしよう                                                                | リクエストしよう | リクエストしよう                                         | リクエストしよう                                                       | リクエストしよう                                               |
| 15 | リクエストしよう                                                                | リクエストしよう | リクエストしよう                                         | リクエストしよう                                                       | リクエストしよう                                               |
| 16 | 4時からハイスクール!『4時スク』                                                 | 4時からハイスクール!『4時スク』                                                                                           | 4時からハイスクール!『4時スク』                          | 4時からハイスクール!『4時スク』                                        | 4時からハイスクール!『4時スク』                                |
| 17 | 夕焼けワクワクたなべ                                                            | 夕焼けワクワクたなべ | 夕焼けワクワクたなべ                                     | 夕焼けワクワクたなべ                                                   | 夕焼けワクワクたなべ                                           |
| 18 | 夕焼けワクワクたなべ                                                            | 夕焼けワクワクたなべ | 夕焼けワクワクたなべ                                     | 夕焼けワクワクたなべ                                                   | 夕焼けワクワクたなべ                                           |
| 19 | 虹色オムライス（第1・3・5週） おいでらよ☆紀州（第2週） les beaux jours（第4週） | 趣!日高屋総本家通信（第1・3・5週） ほっと停留所（第2・4週）                                                               | c'mon                                                    | モ企画 F-3（第1・3・5週） 今夜もイッカドラジヲ（第2・4週）             | ドライビングミュージック                                       |
| 20 | レトロミュージック                                                              | ガトラジ（第1週） 笑って笑ってラジオ DE PON（第2・4週） ラジオでStreet Workout（第3週） ドライビングミュージック（第5週） | ハヨインデネヨラ星人の革命 2                             | 出会ってくれてありがとう（第1・3・5週） Thursday jams cafe（第2・4週） | 暮らしIsee（第1週） おわらない話（第2 - 5週）                  |
| 21 | 発掘!田辺王!!                                                                   | ガトラジ（第1週） けいのLazy Radio（第2・4週） ドライビングミュージック（第3・5週）                                       | ザ・コーヒー＆シガレッツの ROCK'N' ROLL RADIO「ROUTE42」 | こちら田辺市AmanecerCHANNEL                                            | フライデーナイトミクス 週末アウトロー ありふれた日々からの脱出 |

### 週末
| 時 | 土曜日                                                                                | 日曜日                                 |
| 7  | 吹奏楽の夜明け                                                                        | オールデーズモーニング                 |
| 8  | リクエストしよう on サタデー                                                          | リクエストしよう on サンデー           |
| 9  | リクエストしよう on サタデー                                                          | リクエストしよう on サンデー           |
| 10 | こいからどこ行く土曜日                                                                | こいからどこ行く日曜日                 |
| 11 | こいからどこ行く土曜日                                                                | こいからどこ行く日曜日                 |
| 12 | こいからどこ行く土曜日                                                                | こいからどこ行く日曜日                 |
| 13 | 企画番組                                                                              | 企画番組                               |
| 14 | 企画番組                                                                              | 企画番組                               |
| 15 | 企画番組                                                                              | 企画番組                               |
| 16 | サタデーサンセットスペシャル                                                          | Awesome Sound Magic～Evening Edition～ |
| 17 | サタデーサンセットスペシャル                                                          | Awesome Sound Magic～Evening Edition～ |
| 18 | サタデーサンセットスペシャル                                                          | Awesome Sound Magic～Evening Edition～ |
| 19 | ミュージックセレクターズ885（第1週） WEED SPORTS（第2週） DJ's night（第3 - 5週）     | アイワナドウ                           |
| 20 | ミュージックセレクターズ885（第1週） チャンネルK（第2週） 語りBar Reborn（第3 - 5週） | ○○がえぇ～んや                         |
| 21 | ドライビングミュージック                                                              | Tecnical Break                         |